# Hans Sachs (opera)
För huvudpersonen Hans Sachs i Richard Wagners opera, se Mästersångarna i Nürnberg.

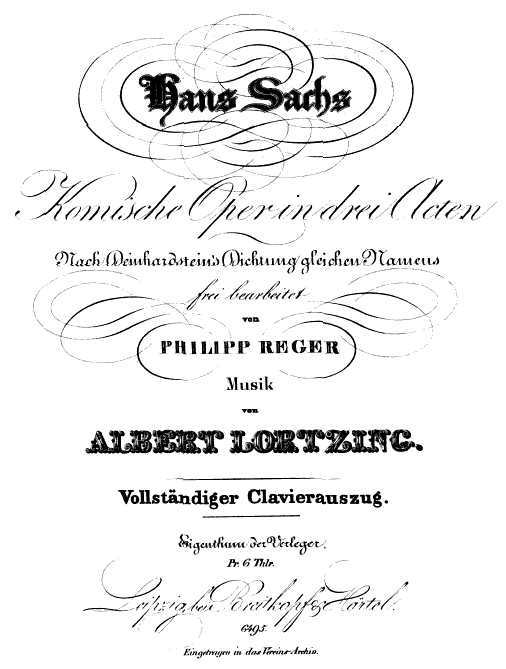
Framsida till pianonoterna.

Hans Sachs är en komisk opera med talad dialog i tre akter med musik av Albert Lortzing. Libretto skrevs av Lortzing tillsammans med Philipp Reger och Philipp Jacob Düringer efter Johann Ludwig Deinhardsteins pjäs (1827) om mästersångaren Hans Sachs (1494–1576).

## Historia
Operan hade premiär den 23 juni 1840 i Leipzig. Den tjänade som förlaga och inspiration till Richard Wagners behandling av ämnet i sin opera Mästersångarna i Nürnberg. Wagner anammade nästan alla ändringar som Lortzing och dennes librettister hade gjort av Deinhardsteins originaldrama. Dock har Lortzings rollkaraktärer Steffen och Kunigunde små likheter med Wagners motsvarigheter Veit Pogner och Eva.

## Personer
- Kejsare Maximilian I (Bas)
- Mäster Steffen, guldsmed (Bas)
- Kunigunde, hans dotter (Sopran)
- Cordula, hans brorsdotter (Mezzosopran)
- Hans Sachs, skomakare och mästersångare (Baryton)
- Görg, hans lärling (Tenor)
- Eoban Hesse, rådman i Augsburg (Tenor)
- Mäster Stott, förste märkare (Bas)
- Två rådsherrar (2 basar)
- En gesäll (Tenor)

## Handling
Skomakaren och poeten Hans Sachs förlorar en sångtävling mot Eoban Hesse. Priset var guldsmeden Steffens dotter Kunigunde som Hans Sachs är förälskad i. Kejsare Maximilian kommer till Nürnberg för att ta reda på vem som har skrivit en dikt som han uppskattar. Hesse tar åt sig äran men kan inte recitera dikten trovärdigt. Kejsaren förstår att det är Hans Sachs som är författaren och ser till att han får gifta sig med Kunigunde.